# 知識の呪い
知識の呪い（ちしきののろい、英: Curse of knowledge）は、他人とコミュニケーションを取っている個人が、自分の知っていることは、他の人も知っていると思い込んでしまい、そのことについてあまり知らない人の立場を理解することができなくなってしまう認知バイアスである。一部の著者によって専門知識の呪いとも呼ばれている。
たとえば、学校では、教師は生徒の立場に立つことができず、困難を招く。学生と教授との間で、知識のある教授は知識の少ない学生の立場を理解できない。この知識の呪いは、学生が考えていることではなく、教員にとって最もよく見えるものに基づいて学生の学習について考えることの背後にある危険性も説明している。

## 歴史
「知識の呪い」という用語は、1989年の政治経済学ジャーナルの記事で初めて使われた。執筆者の研究の目的は、「情報（経験）の豊富なエージェントが情報（経験）の少ないエージェントの判断を正確に予測できるという、非対称な情報の（経済的）分析における従来の仮定」に対抗することであった。
このような研究は、1975年のバルーフ・フィッシュホフによる後知恵バイアスから引き出された。後知恵バイアスとは、特定のイベントの結果を知ることで、実際よりも予測可能に見えるという認知バイアスである。 彼が実施した調査によると、参加者は結果を知っていることが自分の反応に影響を与えていることを知らず、知っていたとしても、バイアスの影響を打ち負かすことができなかった。また、研究参加者は、知識の呪いに直接関係する、「知識の少ないときの心の状態」を正確に再構築することができなかった。これは、参加者が「知識の受領によって作成された後知恵の心の状態に固定された」ためであるとフィッシュホフによって理論化された。この知識の受領は、知識の呪いの考えにつながる。知識のある人は、知識がなければ自分自身であれ他の人であれ、人が何を考え、どのように行動するかを正確に再構築することはできない。フィッシュホフは、論文の中で、知識の少ない状態で自分自身に共感できないことを疑問視し、人々が知識の少ない他者の認識をいかにうまく再構築できるかは、歴史家と「すべての人間の理解」にとって重要な問題であると述べている。
この研究により、経済学者のキャメラー、ローウェンスタインとウェーバーは、この概念の経済的影響に焦点を当て、その呪いが経済環境における資源の配分に悪影響を与えるかどうかを疑問視するようになった。その情報に通じた当事者が取引や交換で損失を被る可能性があるという考えは、経済理論の領域にもたらすために重要なものと見なされていた。一方の当事者が他方の当事者よりも知識が少ない状況の理論的分析は、ほとんどが情報の非対称性を最小限に抑えるために、情報の少ない当事者がより多くの情報を学習しようとする方法に焦点を当てていた。ただし、これらの分析では、情報の豊富な関係者は、実際には利用できない場合でも、情報の非対称性を最適に活用できるという前提がある。人々は、交渉の際にも最適な情報を利用できない。
たとえば、2人がお金や引当金の分割について交渉している。一方の当事者は分割された金額のサイズを知っているかもしれないが、もう一方の当事者は知らない。ただし、その利点を十分に活用するには、情報を持っている当事者は、分割する資料の量に関係なく同じ提案を行う必要がある。しかし、情報を与えられた当事者は、分割される金額が大きいほど、多くの情報を提供する。情報を与えられた者は、必要な場合でも、より良い情報を無視することはできない。

## 実験証拠
スタンフォード大学の大学院生であるエリザベス・ニュートンによる1990年の実験は、単純なタスクの結果における知識の呪いを示した。被験者のグループは、有名な曲を指で「タップ」するように求められ、別のグループはタップされた曲を見つけようとした。 「タッパー」がリスナーによって認識される「タップされた」曲の数を予測するように求められたとき、リスナーは毎回過大に見積もっていた。「タッパー」はタッピングの内容に精通しているため、リスナーが曲を簡単に認識できると想定しており、知識の呪いが示されている。
イェール大学の学部生を対象としたスーザン・バーチとポール・ブルームによる研究では、知識の呪いの概念を使用し、他人の行動について推論する能力がイベントの結果の知識によって損なわれるという考えを説明した。参加者がイベントの妥当性について持っていた認識も、バイアスの程度を媒介していた。イベントの妥当性が低いと感じた場合、知識は他人がどのように行動できるかについての潜在的な説明があったときほどの影響はなかった。しかし、最近の似た研究ではサンプルサイズが大きい7つの実験で確実に再現可能ではなく、この現象の実際の効果は、元の結果で報告されたものの半分未満であることが発見された。したがって、「成人の知識の呪いに対する妥当性の影響は十分に小さいように思われるため、現実の視点をとることへの影響を再評価する必要があるかもしれない」と示唆されている。
他の研究者は、知識の偏見の呪いを、子供と大人両方の誤った信念の推論、および子供たちの心の理論の発達の困難に関連付けた。

## アプリケーション

### マーケティング
経済学者のキャメラー、ローウェンスタイン、ウェーバーは、知識の呪いを経済学に最初に適用した。これは、知識の豊富なエージェントが知識の少ないエージェントの判断を正確に予測できるという仮定が本質的に真実ではない理由と方法を説明するためであった。彼らはまた、彼らの製品についてよりよく知らされている販売代理店が実際に彼らの製品を販売するときに他のあまり知られていない代理店に対して不利になるかもしれないという発見を支持しようとした。その理由は、情報に通じたエージェントは、彼らが持っている特権的な知識を無視できず、したがって「呪われ」、よりナイーブなエージェントが許容できると見なす価値で製品を販売できないためだと言われている。 

### 教育
知識の呪いが教育の難しさに関連する可能性があることも示唆されている。知識の呪いは、生徒が検証したものではなく、教師の視点を尋ねることによって、生徒が資料をどのように見て学習しているかを考えることは、有害か、潜在的に効果がない可能性があることを意味する。教師は自分が伝えようとしている知識をすでに持っているが、知識を伝える方法は、まだ知識を持っていない人にとっては最善ではないかもしれない。
専門知識の呪いは、新しいスキルを習得する学習者にとって逆効果になる可能性がある。専門家の予測は、科学研究や重要な設計上の決定への時間とリソースの割り当ては言うまでもなく、教育の公平性とトレーニング、そして若者の自己啓発に影響を与える可能性があるため、重要である。効果的な教師は、複雑な新しいスキルを習得したり、なじみのない概念を理解したりするときに人々が直面する問題や誤解を予測する必要がある。これには、教師が自分自身または互いのバイアスの盲点を認識することも含まれる。